# Katolická církev v Africe
Katolická církev v Africe je součást celosvětové katolické církve pod vedením papeže. V roce 2005 bylo odhadováno, že katolíků je v Africe celkem 135 miliónů, což představovalo asi 16,5 % africké populace. Během návštěvy Benedikta XVI. v Africe v roce 2009 se počet katolíků odhadoval již na 158 milionů.
Kromě římskokatolické církve (latinského ritu) jsou v Africe přítomny i některé východní katolické církve:
- alexandrijského ritu:
  - Koptská katolická církev
  - Etiopská katolická církev
  - Eritrejská katolická církev (vznikla roku 2015).
- antiochijského ritu:
  - Maronitská katolická církev

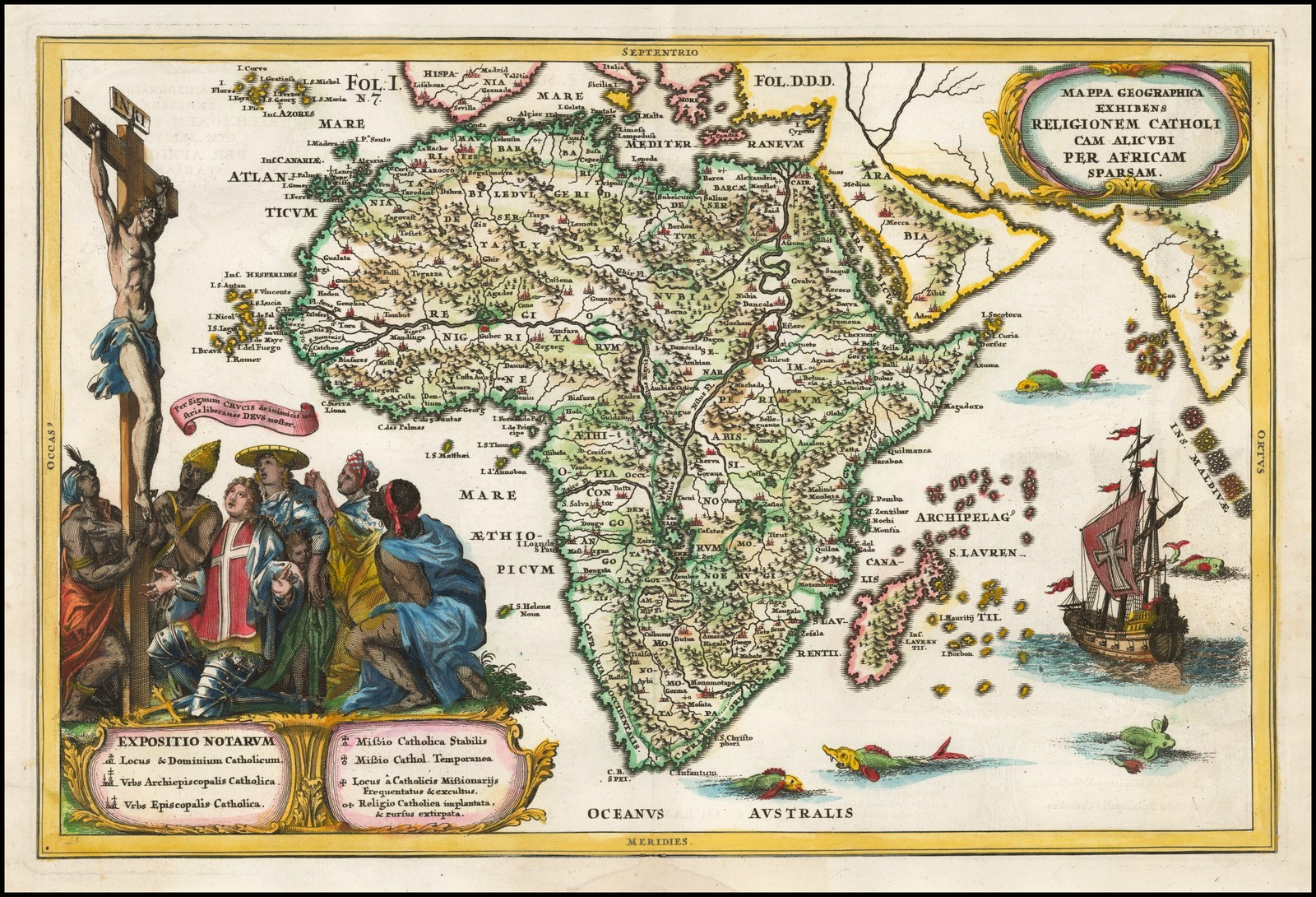
Heinrich Scherer, Mappa Geographica exhibens Religionem Catholicam alicubi per Africam sparsam, circa 1710

V roce 2010 bylo v Africe asi 500 diecézí nebo jim na roveň postavených územních katolických struktur. V roce 1969 vzniklo Sympozium biskupských konferencí Afriky a Madagaskaru (Symposium of Episcopal Conferences of Africa and Madagascar, SECAM, nebo Symposium des Conférences Episcopales d’Afrique et de Madagascar, SCEAM), ale v Africe působí i jiné regionální biskupské konference, jako:
- Asociace biskupských konferencí střední Afriky (Association des Conférences Episcopales de l'Afrique Centrale, ACEAC)
- Asociace biskupských konferencí oblasti střední Afriky (Association des Conférences Episcopales de la Région de l'Afrique Central, ACERAC)
- Asociace biskupských konferencí anglofonní západní Afriky (Association of Episcopal Conferences of Anglophone West Africa, AECAWA)
- Asociace členů biskupských konferencí východní Afriky (Association of Member Episcopal Conferences in Eastern Africa, AMECEA)
- Regionální biskupská konference frankofonní západní Afriky (Conférence Episcopale Régionale de l'Afrique de l'Ouest Francophone, CERAO)
- Interregionální shromáždění jihoafrických biskupů (Inter-Regional Meeting of Bishops of Southern Africa, IMBISA)
- Conférence Episcopale Régionale du Nord de l’Afrique, která funguje jako biskupská konference pro Alžírsko, Libyi, Maroko, Tunisko a Západní Saharu.
- Shromáždění katolické hierarchie v Egyptě (Assemblée de La Hiérarchie Catholique d'Egypte, AHCE) sdružující katolické biskupy různých ritů.

V katolické církvi k lednu 2017 žije 16 afrických kardinálů, služebně i věkově nejmladším z nich je kardinál Dieudonné Nzapalainga; Peter Turkson byl považován při konkláve v roku 2013 za jednoho z papabili.
Jedním z největších problémů afrického křesťanství je pronásledování ze strany militantního islamismu, např. ze strany fundamentalistické organizace Boko Haram. I přes pronásledování patří katolicismus v Africe k dynamicky se rozvíjejícím náboženstvím a očekává se, že v roce 2025 bude celá šestina katolíků na světě (230 milionů) pocházet z Afriky.